# Калинивске
Калинивске (на украински: Калінівське) е селище от градски тип в Южна Украйна, Великоолександривски район на Херсонска област. Основано е през 1807 година. Населението му е около 1591 души.